# Isa Campo
Isabel Campo Vilar (Oviedo, 1975) es una guionista y directora de cine española. 
Como guionista, trabaja habitualmente para directores como Isaki Lacuesta e Icíar Bollaín. 
Como directora, entre sus trabajos más destacados se encuentra La próxima piel, que codirigió junto a Isaki Lacuesta y que obtuvo el premio Sant Jordi a la mejor película de 2016.
En 2023 fue merecedora de la Medalla de Oro al Mérito en las Bellas Artes 2023, que concede anualmente el Gobierno de España en reconocimiento a personas y entidades que hayan destacado en el campo de la creación artística y cultural.
De formación es Ingeniera Industrial y Licenciada en Filosofía.

## Filmografía[3]
Como directora
- 2016: La próxima piel, con Isaki Lacuesta.
- 2022: Apagón (Miniserie de TV).

Como productora
- 2013: Sobre la marcha: The Creator of the Jungle, documental.
- 2013: El movimiento perpetuo, documental.
- 2014: Murieron por encima de sus posibilidades.
- 2016: La próxima piel.
- 2017: Entre dos aguas.
- 2022: Un año, Una Noche

Como guionista
- 2009: Los condenados, dirigida por Isaki Lacuesta.
- 2010: La noche que no acaba, documental dirigido por Isaki Lacuesta.
- 2011: Los pasos dobles, dirigida por Isaki Lacuesta.
- 2011: El cuaderno de barro, documental dirigido por Isaki Lacuesta.
- 2014: El gran vuelo, documental, dirigido por Carolina Astudillo
- 2014: Murieron por encima de sus posibilidades, dirigida por Isaki Lacuesta.
- 2015: Game Over, documental dirigido por Alba Sotorra.
- 2016: La próxima piel, dirigido por Isa Campo e Isaki Lacuesta.
- 2017: Entre dos aguas, dirigida por Isaki Lacuesta. [4]
- 2021: Maixabel, dirigida por Icíar Bollaín.
- 2022: Apagón (Miniserie de TV), coguionista junto a Isabel Peña, Rafael Cobos, Fran Araújo, Alberto Marini y Raúl Arévalo.
- 2022: Un año, una noche, dirigida por Isaki Lacuesta.
- 2023: Sobre todo de Noche, dirigida por Icíar Bollaín.
- 2024: Soy Nevenka, dirigida por Icíar Bollaín.
- 2025: Ravalejar, dirigida por Pol Rodríguez & Isaki Lacuesta.

## Premios y nominaciones
| año  | premio                                 | categoría                               | película        | resultado |
| ---- | -------------------------------------- | --------------------------------------- | --------------- | --------- |
| 2016 | 19.º Festival de Málaga                | Biznaga de Plata a la mejor dirección   | La próxima piel | Ganadora  |
| 2016 | 19.º Festival de Málaga                | B. de Plata, premio especial del jurado | La próxima piel | Ganadora  |
| 2016 | 19.º Festival de Málaga                | Premio de la crítica                    | La próxima piel | Ganadora  |
| 2017 | IX Premios Gaudí                       | Mejor dirección                         | La próxima piel | Nominada  |
| 2017 | IX Premios Gaudí                       | Mejor película en lengua catalana       | La próxima piel | Ganadora  |
| 2017 | IX Premios Gaudí                       | Mejor guion original                    | La próxima piel | Ganadora  |
| 2017 | 61.ª edición de los Premios Sant Jordi | Mejor película española                 | La próxima piel | Ganadora  |
| 2018 | 66.º Festival de San Sebastián         | Concha de Oro                           | Entre dos aguas | Ganadora  |
| 2018 | XI Premios Gaudí                       | Mejor película en lengua no catalana    | Entre dos aguas | Ganadora  |
| 2018 | XXXIII Premios Goya                    | Mejor película                          | Entre dos aguas | Nominada  |
| 2021 | XXXVI Premios Goya                     | Mejor guion original                    | Maixabel        | Nominada  |
| 2021 | IX Premios Feroz                       | Mejor guion                             | Maixabel        | Nominada  |
| 2021 | 77.ª edición de las Medallas CEC       | Mejor guion original                    | Maixabel        | Nominada  |
| 2024 | XXXIX Premios Goya                     | Mejor guion adaptado                    | Soy Nevenka     | Nominada  |
| 2024 | 80.ª edición de las Medallas CEC       | Mejor guion adaptado                    | Soy Nevenka     | Nominada  |